# Рей Олдридж
Рей Олдридж (на английски: Ray Aldridge) е американски керамик и писател на произведения в жанра екшън научна фантастика.

## Биография и творчество
Реймън „Рей“ Хюбърт Олдридж е роден на 6 юли 1948 г. в Сиракюз, Ню Йорк, САЩ. След службата в армията се занимава с грънчарство. Работи в Лас Вегас, Хънтсвил и по крайбрежието на Флорида, където се установява. Със съпругата си започват също да правят витражи. В средата на 80-те години се обръща към писателската си кариера създавайки няколко романа и разкази. Няма особен успех, поради което в средата на 90-те отново се връща към професията си на художник-керамик и прави керамични и порцеланови скулптури, често по мотиви от научната фантастика.
Първият му разказ „Click“ е публикуван през 1986 г. в антология. Два от следващите му разкази са номинирани за наградата „Небюла“.
Първият му роман „Смъртоносен договор“ от поредицата „Еманципатор“ (Освободител) е издаден през 1991 г. Главният герой Руиз Ау е професионален убиец и агент на гигантската корпорация „Лига на изкуствата“, която контролира легализираната търговия с роби в продължение на хиляди години. Изпратен на планетата Фараон, една от детските градини на търговците на роби, той скоро започва да се бори с тези, които продават собствения си вид.
Рей Олдридж живее със семейството си във Форт Уолтън Бийч, Флорида.

## Произведения

### Серия „Еманципатор“ (Emancipator)
1. The Pharaoh Contract (1991)
Смъртоносен договор, изд. „Орфия“ (2004), прев. Васил Велчев
2. The Emperor of Everything (1992)
Императорът на света, изд. „Орфия“ (2005), прев. Васил Велчев
3. The Orpheus Machine (1992)

### Разкази
- Click (1986)
- The Flesh Tinker and the Loneliest Man (1987)
- Boneflower (1988)
- The Touch of the Hook (1988)
- Floating Castles (1988)
- The Flesh Tinker and the Fashion Goddess (1989)
- Her Virtues (1989)
- Blue Skin (1989)
- Eyebright (1989)
- Chump Change (1989)
- Steel Dogs (1989)
Стоманени кучета, Списание „Наука и техника“ (1989), прев. Светлозар Николов
- The Cold Cage (1990)
- Hyena Eyes (1990)
- We Were Butterflies (1990)
- The Fabularium (1991)
- Gate of Faces (1991) – номинация за награда „Небюла“
- Winedark (1992)
- Obscurocious (1992)
- The Beauty Addict (1993) – номинация за награда „Небюла“
- Somatoys (1993)
- Filter Feeders (1994)
- The Biomantic's Last Husband (1994)
- Stolen Faces, Stolen Names (1995)
- Soul Pipes (2002)